# Шикудук
Шикудук (каз. Шиқұдық) — село в Уилском районе Актюбинской области Казахстана. Входит в состав Саралжинского сельского округа. Код КАТО — 155245500.

## Население
В 1999 году население села составляло 345 человек (188 мужчин и 157 женщин). По данным переписи 2009 года, в селе проживало 260 человек (128 мужчин и 132 женщины).